# Дуглас (округ, Миннесота)
Ду́глас (англ. Douglas County) — округ в штате Миннесота, США. Административный центр и крупнейший город — Алегзандрия. По переписи 2000 года в округе проживают 32 821 человек. Площадь — 1865 км², из которых 1643,3 км² — суша, а 221,7 км² — вода. Плотность населения составляет 20 чел./км².

## История
Округ был основан в 1858 году.